# Provincia di Pomabamba
La provincia di Pomabamba è una provincia del Perù, situata nella regione di Ancash.
Confina a nord con la provincia di Sihuas, a est con la regione di Huánuco, a sud con la provincia di Mariscal Luzuriaga e a ovest con la provincia di Huaylas.

## Geografia antropica

### Suddivisioni amministrative
È divisa in 4 distretti:
- Pomabamba
- Huayllán
- Parobamba
- Quinuabamba